# Chamanthedon chalypsa
Chamanthedon chalypsa là một loài bướm đêm thuộc họ Sesiidae. Nó được tìm thấy ở Nam Phi.
Cánh sau có màu nâu đen, cánh trước có màu nâu đen với các sọc xanh lá cây.